# Bitwa pod Łysowem
Bitwa pod Łysowem – walki polskich 14., 16. i 62 pułku piechoty z oddziałami sowieckiej 27 Dywizji Strzelców w czasie II ofensywy Frontu Zachodniego Michaiła Tuchaczewskiego w okresie wojny polsko-bolszewickiej.

## Sytuacja ogólna
W pierwszej dekadzie lipca 1920 przełamany został front polski nad Autą, a wojska Frontu Północno-Wschodniego gen. Stanisława Szeptyckiego cofały się pod naporem ofensywy Michaiła Tuchaczewskiego.
Naczelne Dowództwo Wojska Polskiego nakazało powstrzymanie wojsk sowieckiego Frontu Zachodniego na linii dawnych okopów niemieckich z okresu I wojny światowej.
Sytuacja operacyjna, a szczególnie upadek Wilna i obejście pozycji polskich od północy, wymusiła dalszy odwrót wojsk polskich.
1 Armia gen. Gustawa Zygadłowicza cofała się nad Niemen, a 4 Armia nad Szczarę.
Obrona wojsk polskich na linii Niemna i Szczary również nie spełniła oczekiwań. W walce z przeciwnikiem oddziały polskie poniosły duże straty i zbyt wcześnie rozpoczęły wycofanie na linię Bugu.
Plan polskiego Naczelnego Dowództwa zakładał, że 1. i 4. Armia oraz Grupa Poleska powstrzymają bolszewików i umożliwią przygotowanie kontrofensywy z rejonu Brześcia. Rozstrzygającą operację na linii Bug, Ostrołęka, Omulew doradzał też gen. Maxime Weygand.

## Działania wojsk w rejonie Łysowa
6 sierpnia grupa płk. Tadeusza Gałeckiego otrzymała rozkaz uderzenia na oddziały 27 Dywizji Strzelców, które sforsowały Bóg pod Drohiczynem. 62 pułk piechoty ześrodkował się w Łysowie. Około południa Sowieci uprzedzili Polaków i artyleria nieprzyjacielska otworzyła silny ogień na zatłoczoną wojskiem miejscowość.
Wywołało to panikę wśród żołnierzy 62 pułku piechoty. Wycofujący się w nieładzie pułk porwał za sobą sąsiednie 14 pułk piechoty i 16 pułk piechoty, a żołnierze zaczęli samorzutnie porzucać stanowiska obronne, nie słuchając rozkazów oficerów.
Przeciwnik nie zorientował się w sytuacji, zajął jedynie miejscowość i zaniechał pościgu.
Dowódca grupy płk Tadeusz Gałecki obsadził odwodowym I/31 pułku piechoty wzgórza na południe od dworu w Łysowie, a wobec dezerterów zezwolił dowódcy szwadronu 10 pułku ułanów użyć broni.
Te radykalne środki w niedługim czasie pozwoliły uporządkować szeregi 62 i 16 pułku piechoty.
Około 14.00 polskie pododdziały wyszły do kontrataku w kierunku na Łysów i Majdan i odzyskały utracone stanowiska. Wzięto wielu jeńców. Ranny został dowódca II/31 pułku piechoty por. Władysław Torba-Sidzioski i dowódca 2 kompanii karabinów maszynowych, ppor. Tadeusz Wróbel.
Następnego dnia 62 pułk piechoty został zluzowany przez 57 pułk piechoty.

## Bilans walk
7 sierpnia nadszedł rozkaz odwrotu. W związku z planowaną bitwą nad Wisłą, oddziały grupy płk. Tadeusza Gałeckiego wycofały się na zachód. Przez Wisłę przeprawiły się w rejonie Góry Kalwarii.